# Australský silky teriér
Silky teriér (anglicky: australian silky terrier), známý také jako „australský“ je psí plemeno vyšlechtěné v Austrálii hlavně jako společenské plemeno.

## Historie
Silky teriér byl vyšlechtěn v 19. století v Austrálii. Jeho předci jsou jorkšírský teriér a anglický teriér. Nejspíše i skye teriér, ale to není oproti dvou předchozím vědecky doloženo. V roce 1936 bylo uznáno FCI jako samostatné plemeno, do té doby bylo kříženo s jorkšírskými teriéry a dělilo se na dva typy — na melbourský a sydneyský. Hlavní rozdíl mezi nimi byly pouze vztyčené uši. I přes to, že původní účely šlechtění byl společenský pes, lidé jej využívali spíše k lovu myší a jiných hlodavců. Na výstavě se toto plemeno poprvé objevilo v roce 1907.
První silky teriér byl do Čech přivezen v roce 1991, od této doby jejich obliba stále stoupá. Oficiální používaná zkratka je SIT. V Čechách jej potkáváme běžně a je zde i několik chovatelských stanic. Kvůli stále častějšímu křížení s jorkšíry jsou tato dvě plemena velmi podobná. Zastřešuje ho pouze Klub chovatelů teriérú — kcht.cz

## Povaha
Silky teriér je hravý, mazlivý, ale i velmi ostražitý a hrdý pes. Oblíbí jednoho člena rodiny a k ostatním nikdy tolik nepřilne, proto je to pes spíše pro jednoho pána. Je netrpělivý a do všeho se žene, také tvrdohlavý. Je aktivní a přestože ví, co po něm chcete, několikrát si rozmyslí, jestli mu to za to skutečně stojí.
Cizí nemá rád a pokud nebude v mládí dostatečně socializován, je možné, že se vůči nim stane agresivní. Má velmi vysoký hlas a na všechny návštěvníky i kolemjdoucí jím patřičně upozorní; může mít dokonce i sklony k uštěkanosti, jak to u malých psích plemen bývá.
Jiné psy ani zvířata moc dobře nesnáší, obzvláště hlodavce, protože v něm stále přetrvává lovecký pud. I v tomto ohledu je důležité ho plně socializovat. Může se u něj objevit strach z velkých zvířat.
Děti, na které je zvyklý má rád, s cizími je nutné ho nejdříve seznámit. Je ale důležité ho hlídat při návštěvě jiných dětí, má totiž sklon chránit „své“ děti a dětskou hru by si mohl vyložit jako pokus o napadení.

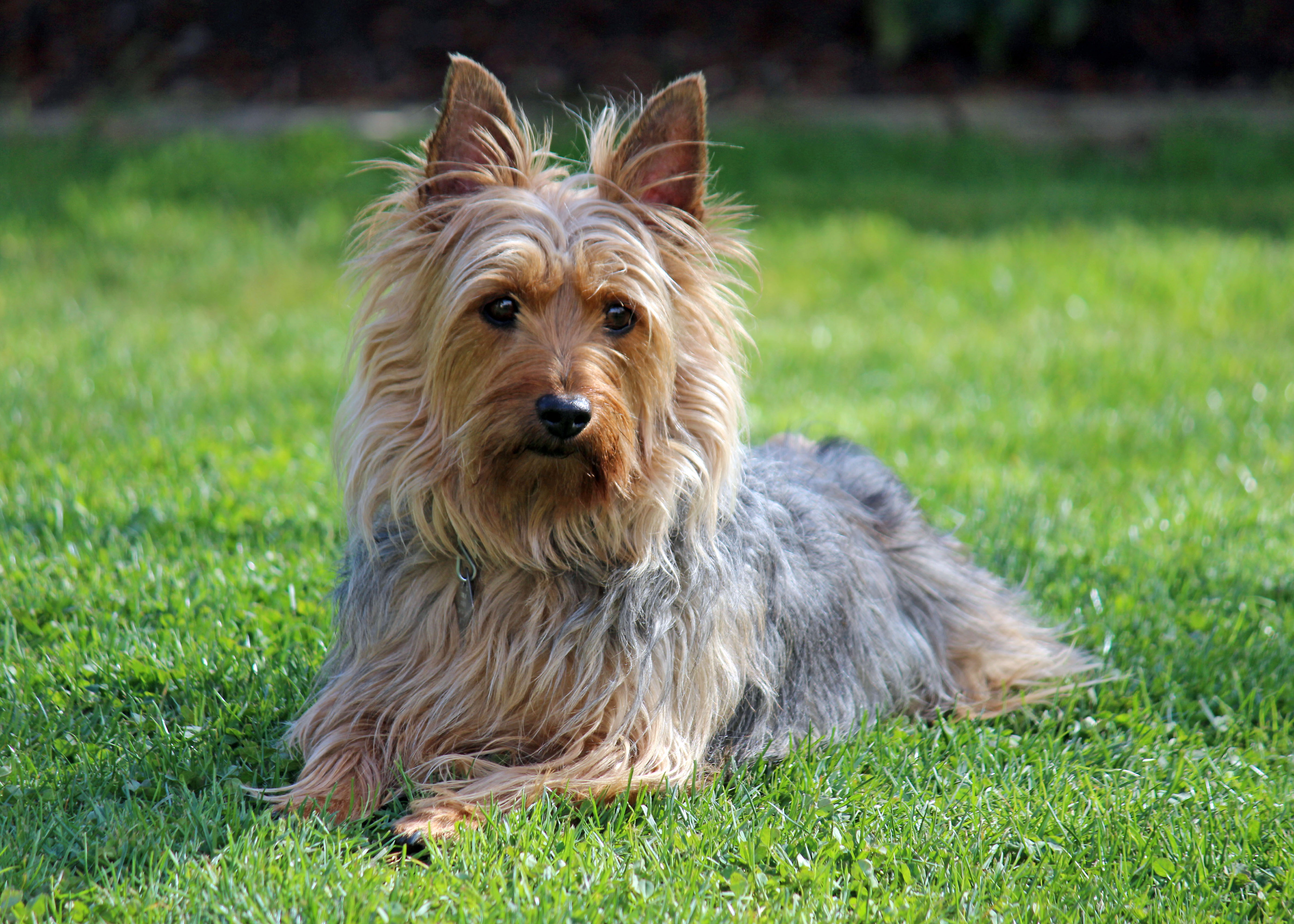
Dospělý silky teriér

## Péče

### Péče o srst

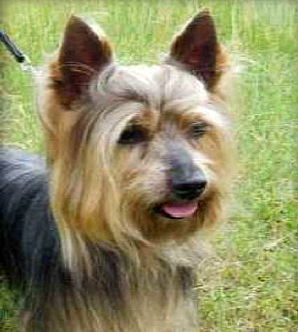
Hlava silky teriéra

Péče o srst tohoto plemene vyžaduje každodenní péči, hlavně pak pročesávání. Jednou za dva měsíce je nutné jej nechat ostřihat nebo srst nechat „balíčkovat“. Nelíná, ale i přesto je nutné pořád srst pročesávat a tu zacuchanou odstřihávat. Není dobré nechávat psa běhat v prachu, pokud má zrovna dlouhou srst, protože prach se na srst nabalí a nelze se ho zbavit jinak než umytím šamponem. A právě mytí šamponem není pro jeho srst nic dobrého, pokud se to dělá příliš často, srst ztratí svůj lesk a přirozenou mastnotu, čímž způsobí problémy s kůží.

### Pohyb
I přesto, že se může zdát, že je to „gaučový pes“, je velmi aktivní a má rád pohyb. Také je schopný se vám přizpůsobit, co se aktivit týče. Stejně tak rád ale i odpočívá doma. Pohyb tedy nevyžaduje. Není dobré nechávat ho koupat se ve špinavé vodě nebo běhat v prachu. Není stavěný ani na dlouhé pochody u kola. Velký pozor si musíte dávat právě při koupání ve vodě, aby ho jeho srst nestáhla pod hladinu, to se stává, pokud je moc dlouhá a těžká.

### Výcvik a výchova
Výcvik i výchova jsou naprostou nutností, jinak se může stát nezvladatelný, nervózní a agresivní. Vyžaduje člověka, který není nervózní a ví, jak na tvrdohlavé psy, ale nejlépe bez fyzických trestů. Je velmi čistotný a v tomto ohledu většinou není s tímto plemenem problém.